# Réacteur isotopique à haut flux
Le Réacteur isotopique à haut flux (HFIR) est un réacteur nucléaire de recherche situé au laboratoire national d'Oak Ridge (ORNL) à Oak Ridge, dans le Tennessee, aux États-Unis. D’une puissance de 85 MW, le HFIR est l’une des sources de neutrons les plus puissantes pour la recherche en physique de la matière condensée aux États-Unis, et il possède l’un des flux de neutrons en régime permanent les plus élevés de tous les réacteurs de recherche au monde. Les neutrons thermiques et froids produits par HFIR sont utilisés pour étudier la physique, la chimie, la science des matériaux, l’ingénierie et la biologie. Le flux intense de neutrons, la densité de puissance constante et les cycles de combustible de longueur constante sont utilisés par plus de 500 chercheurs chaque année pour la recherche sur la diffraction de neutrons sur les propriétés fondamentales de la matière condensée. HFIR compte environ 600 utilisateurs chaque année pour la diffraction de neutrons et la recherche dans le coeur.
Les installations de recherche sur la diffraction de neutrons du HFIR contiennent une collection d’instruments de classe mondiale utilisés pour la recherche fondamentale et appliquée sur la structure et la dynamique de la matière. Le réacteur est également utilisé pour la production d’isotopes médicaux, industriels et de recherche ; la recherche sur les dommages graves causés par les neutrons aux matériaux ; et l'activation neutronique pour examiner les éléments traces dans l’environnement. De plus, le bâtiment abrite une installation d’irradiation gamma qui utilise des assemblages de combustible usé et est capable d’accueillir des expériences à forte dose gamma.
En novembre 2007, les responsables de l’ORNL ont annoncé que les essais de temps de vol sur une source de neutrons ultra-froids nouvellement installée (qui utilise de l’hélium et de l'hydrogène liquide pour ralentir le mouvement des neutrons) ont montré de meilleures performances que les prévisions de conception, égalant ou dépassant le précédent record du monde établi par le réacteur de recherche RHF de l’Institut Laue-Langevin à Grenoble, en France.
Compte tenu des activités régulières prévues, le prochain arrêt majeur pour le remplacement d’un réflecteur en béryllium ne sera pas nécessaire avant 2023 environ. Cet arrêt offre l’occasion d’installer une source froide dans le tube à faisceau radial HB-2, ce qui donnerait un flux sans précédent de neutrons froids alimentant des instruments dans une nouvelle salle de guidage. Avec ou sans cette capacité supplémentaire, HFIR devrait continuer à fonctionner jusqu’en 2040 et au-delà.

## Histoire
En janvier 1958, la Commission de l'énergie atomique des États-Unis (USAEC) a examiné l’état de la production d’isotopes transuraniens aux États-Unis. En novembre de la même année, la commission décida de construire le réacteur HFIR au laboratoire national d'Oak Ridge, en mettant l’accent sur la recherche et la production d’isotopes. Depuis qu’il est devenu critique pour la première fois en 1965, les utilisations de base du HFIR se sont élargies pour inclure la recherche sur les matériaux, la recherche sur les combustibles et la recherche sur l’énergie de fusion, en plus de la production d’isotopes et de la recherche à des fins médicales, nucléaires, de détection et de sécurité.
Un programme d’essais de faible puissance a été achevé en janvier 1966 et des cycles d’exploitation à 20, 50, 75, 90 et 100 MW ont commencé. À partir du moment où il a atteint sa puissance nominale de 100 MW en septembre 1966, un peu plus de cinq ans après le début de sa construction, jusqu’à sa fermeture temporaire à la fin de 1986, le HFIR a atteint un record de temps d’exploitation inégalé par tout autre réacteur aux États-Unis. En décembre 1973, il avait achevé son 100e cycle de combustible, d’une durée de ~23 jours chacun.
En novembre 1986, des essais sur des échantillons de surveillance de l’irradiation ont montré que la cuve du réacteur était fragilisée par l'irradiation neutronique à un rythme plus rapide que prévu. Le HFIR a été fermé pour permettre un examen et une évaluation approfondis de l’installation. Deux ans et cinq mois plus tard, après une réévaluation approfondie, des modifications visant à prolonger la durée de vie du réacteur tout en protégeant l’intégrité de la cuve sous pression et des améliorations apportées aux pratiques de gestion, le réacteur a été redémarré à 85 MW. Parallèlement à l’amélioration des aspects physiques et des procédures, on a renouvelé la formation, l’analyse de la sécurité et les activités d’assurance de la qualité. Des documents ont été mis à jour et de nouveaux documents ont été générés si nécessaire. Les spécifications techniques ont été modifiées et reformatées pour tenir compte des modifications apportées à la conception au fur et à mesure qu’elles étaient acceptées par le département de l'Énergie des États-Unis (DOE), anciennement l’USAEC. Non seulement la pression du liquide de refroidissement primaire et la puissance du cœur ont été réduites afin de préserver l’intégrité de la cuve tout en maintenant les marges thermiques, mais des engagements à long terme ont été pris pour des mises à niveau technologiques et procédurales.
Après un examen approfondi de nombreux aspects de l’exploitation du HFIR, le réacteur a été redémarré pour le cycle de combustible 288 le 18 avril 1989, afin de fonctionner initialement à des niveaux de puissance très faibles (8,5 MW) jusqu’à ce que toutes les équipes d’exploitation soient pleinement formées et qu’il soit possible de fonctionner en continu à une puissance plus élevée. Après la reprise d’avril 1989, un autre arrêt de neuf mois s’est produit en raison d’un problème d’adéquation de la procédure. Au cours de cette période, la supervision du HFIR a été transférée à l'Office of Nuclear Energy (NE) du DOE ; auparavant, la surveillance était assurée par l’Office of Energy Research (ER). À la suite de l’autorisation du secrétaire à l'Énergie James D. Watkins de reprendre les opérations de démarrage en janvier 1990, la pleine puissance a été atteinte le 18 mai 1990. Des programmes permanents ont été mis en place pour la mise à niveau des procédures et de la technologie du HFIR pendant sa durée de vie.
En 2007, HFIR a achevé la transformation la plus spectaculaire de ses 40 ans d’histoire. Au cours d’un arrêt de plus d’un an, l’installation a été rénovée et un certain nombre de nouveaux instruments ont été installés, ainsi qu’une source de neutrons froids. Le réacteur a été redémarré à la mi-mai de la même année. il a atteint sa pleine puissance de 85 MW en quelques jours, et les expériences ont repris en une semaine. Les améliorations et les mises à niveau comprennent une révision de la structure du réacteur pour un fonctionnement fiable et durable ; une mise à niveau importante des huit spectromètres à neutrons thermiques de la salle des faisceaux ; un nouveau système informatique de pilotage ; l'installation de la source froide à hydrogène liquide ; et une nouvelle salle de guidage des neutrons froids. À terme, le HFIR modernisé abritera 15 instruments, dont 7 pour la recherche utilisant des neutrons froids.
Bien que la mission principale du HFIR soit maintenant la recherche sur la diffraction de neutrons, l’un de ses principaux objectifs initiaux était la production de californium 252 et d’autres isotopes transuraniens pour la recherche, l’industrie et les applications médicales. HFIR est le seul fournisseur du monde occidental de californium 252, un isotope utilisé dans des domaines tels que le traitement du cancer et la détection de polluants dans l’environnement et d’explosifs dans les bagages. Au-delà de ses contributions à la production d’isotopes et à la diffusion des neutrons, le HFIR fournit également une variété de tests et d’expériences d’irradiation qui bénéficient du flux de neutrons exceptionnellement élevé de l’installation.